# União de Partidos Latino-Americanos
A União de Partidos Latino-Americanos (UPLA; em castelhano: Unión de Partidos Latinoamericanos) é uma aliança de partidos políticos de centro-direita da América Latina e Canadá. É afiliada com a União Internacional Democrata.
UPLA tem vinte e dois partidos membros (incluindo observadores e um associado) em vinte e um países.

## Partidos Membros
| País                 | Partido                           | Abreviação | Cor                      | Assentos legislativos da câmara alta | Assentos legislativos da câmara baixa | Status                     |
| -------------------- | --------------------------------- | ---------- | ------------------------ | ------------------------------------ | ------------------------------------- | -------------------------- |
| Argentina            | Proposta Republicana              | PRO        | Amarelo                  | 6 / 72                               | 43 / 257                              | No governo                 |
| Bolívia              | Movimento Democrata Social        | MDS        | Vermelho, verde          | 0 / 36                               | 0 / 130                               | Em oposição                |
| Brasil               | Democratas                        | DEM        | Azul, verde, branco      | 3 / 81                               | 28 / 513                              | Em coligação com o governo |
| Chile                | União Democrata Independente      | UDI        | Azul, branco, amarelo    | 29 / 120                             | 8 / 38                                | Em oposição                |
| Chile                | Renovação Nacional                | RN         | Azul, branco, vermelho   | 19 / 120                             | 8 / 38                                | Em oposição                |
| Colômbia             | Partido Conservador Colombiano    | PCC        | Azul                     | 27 / 164                             | 19 / 100                              | Em coligação com o governo |
| República Dominicana | Força Nacional Progressista       | FNP        | Azul e branco            | 1 / 195                              | 0 / 32                                | Em oposição                |
| República Dominicana | Partido Reformista Social Cristão | PRSC       | Vermelho                 | 9 / 195                              | 4 / 32                                | Em oposição                |
| Equador              | Partido Social Cristão            | PSC        | Amarelo, vermelho        | Apenas legislação unicameral         | 6 / 137                               | Em oposição                |
| El Salvador          | Aliança Republicana Nacionalista  | ARENA      | Azul, branco, amarelo    | Apenas legislação unicameral         | 35 / 84                               | Em oposição                |
| Guatemala            | Partido Unionista                 | PU         | Preto, arco-íris         | Apenas legislação unicameral         | 1 / 158                               | Em oposição                |
| Honduras             | Partido Nacional de Honduras      | PNH        | Azul                     | Apenas legislação unicameral         | 49 / 128                              | No governo                 |
| Nicarágua            | Partido Conservador               | PC         | Verde                    | Apenas legislação unicameral         | 0 / 92                                | Oposição extra-parlamentar |
| Panamá               | Partido Panameñista               | PP         | Roxo, amarelo, vermelho  | Apenas legislação unicameral         | 15 / 71                               | No governo                 |
| Panamá               | Mudança Democrática               | CD         | Azul claro, rosa, branco | Apenas legislação unicameral         |                                       | No governo                 |
| Paraguai             | Partido Colorado                  | PC         | Vermelho, branco         | 19 / 45                              | 44 / 80                               | No governo                 |
| Peru                 | Partido Popular Cristão           | PPC        | Verde                    | Apenas legislação unicameral         | 0 / 130                               | Em oposição                |
| Venezuela            | Projeto Venezuela                 | PV         | Amarelo                  | Apenas legislação unicameral         | 3 / 165                               | Em oposição                |

## Partidos Associados
| País   | Partido                       | Abreviação | Cor  | Assentos legislativos da câmara alta | Assentos legislativos da câmara baixa | Status      |
| ------ | ----------------------------- | ---------- | ---- | ------------------------------------ | ------------------------------------- | ----------- |
| Canadá | Partido Conservador do Canadá | CPC        | Azul | 44 / 105                             | 99 / 338                              | Em oposição |